# Bassus rufipes
Bassus rufipes är en stekelart som först beskrevs av Christian Gottfried Daniel Nees von Esenbeck 1812.  Bassus rufipes ingår i släktet Bassus och familjen bracksteklar. Arten är reproducerande i Sverige. Inga underarter finns listade.